# Натурниця (фільм)
«Натурниця» (рос. Натурщица) — російський драматичний фільм 2007 року, екранізація повісті «Троє і одна та ще один» Юрія Нагібіна. Режисер та продюсер — Тетяна Воронецька. Фільм-учасник основної конкурсної програми 18-го кінофестивалю «Кінотавр» у Сочі.

## Сюжет
Початок 20-го століття. Спекотного літнього дня до Тифлісу з-за кордону прибуває пара — світська левиця Софія Пшибишевська (прототип — Дагні Юль, дружина С. Пшибишевського, відома своєю дружбою з Мунком і Стріндбергом) та ділок Владислав Ешенбах. Він сильно ревнує її, в тому числі й до минулого, що, врешті, призводить до трагедії.

## У ролях
| Актор                 | Роль                          |
| --------------------- | ----------------------------- |
| Вікторія Толстоганова | Софія Пшибишевська            |
| Данило Співаковський  | Владислав Ешенбах             |
| Микола Фоменко        | Микола Карпов                 |
| Данило Страхов        | Андрій Позднишев              |
| Віталій Єгоров        | Едвард Мунк                   |
| Тетяна Кравченко      | дама                          |
| Марк Рудінштейн       | банкір                        |
| Людмила Полякова      | Людмила Рябова                |
| Шота Гамісонія        | хазяїн готелю                 |
| Марія Леонова         | Ольга, вдова брата Позднишева |
| Марина Орлова         | Аня, дочка дами               |